# Moneragala (district)
Moneragala (Singalees: මොනරාගල, Mŏṇarāgala; Tamil: மொணராகலை, Mŏṉarākalai) is een district in de provincie Uva van Sri Lanka. Tot 1953 was het district, samen met Badulla, één district. Moneragala is het grootste van de 25 districten van Sri Lanka, met een oppervlakte van 7133 km². De hoofdstad is de stad Moneragala. Bij de laatste volkstelling woonden er 429.803 mensen in het district. 94,5% van de bewoners is moslim.

## Bevolking per divisie
| Divise         | Aantal inwoners |
| -------------- | --------------- |
| Bibila         | 38.386          |
| Madulla        | 30.672          |
| Medagama       | 35.116          |
| Siyambalanduwa | 51.309          |
| Moneragala     | 45.922          |
| Badalkumbura   | 39.786          |
| Wellawaya      | 54.911          |
| Buttala        | 51.186          |
| Kataragama     | 17.627          |
| Tanamalwila    | 25.063          |
| Sevanagala     | 39.825          |

## Bezienswaardigheden
- Buduruvagala
- Maligawila Boeddhabeeld

### Natuurparken
- Nationaal park Gal Oya
- Nationaal park Yala

### Grote reservoirs
- Senanayake Reservoir
- Muthukandiya Reservoir
- Govindahela Mountain

### Rivieren
- Menik Ganga
- Gal oya
- Heda oya
- Wila oya
- Kumbukkan Oya

Centrale Provincie (Kandy · Matale · Nuwara Eliya) · Oostelijke Provincie (Ampara · Batticaloa · Trincomalee) · Noordelijke Centrale Provincie (Anuradhapura · Polonnaruwa) · Noordelijke Provincie (Jaffna · Kilinochchi · Mannar · Mullaitivu · Vavuniya) · Noordwestelijke Provincie (Kurunegala · Puttalam) · Sabaragamuwa (Kegalle · Ratnapura) · Uva (Badulla · Moneragala) · Westelijke Provincie (Colombo · Gampaha · Kalutara) · Zuidelijke Provincie (Galle · Hambantota · Matara)